# Grad Fleischer
Das Grad Fleischer, benannt nach dem deutschen Chemiker Emil Fleischer, war eine in Deutschland gebräuchliche Einheit zur Bestimmung der Relativen Dichte von Flüssigkeit, abgeleitet vom gleichnamigen Aräometer, den Fleischer als Densimeter bezeichnete.
Umrechnung von Fleischer-Graden in Relativen Dichten:
Für Flüssigkeiten schwere als Wasser
{\displaystyle d={\frac {{\text{°Fleischer}}+100}{100}}}
Für Flüssigkeiten leichter als Wasser
{\displaystyle d={\frac {\text{°Fleischer}}{100}}}